# Supercopa Uruguaya 2020
La Supercopa Uruguaya 2020 è stata la 3ª edizione della Supercopa Uruguaya.
Si è tenuta in gara unica allo Stadio Domingo Burgueño di Maldonado il 1º febbraio 2020 e ha visto contrapposti i campioni uruguaiani del Nacional contro i vincitori del Torneo Intermédio del Liverpool (M).
La finale è stata vinta dal Liverpol ai tempi supplementari per 4-2, dopo che i tempi regolamentari si erano conclusi sul risultato di 2-2. I Negriazules si sono aggiudicati il trofeo per la prima volta nella loro storia.

## Tabellino
| Arbitro: | Gustavo Tejera |

|                                            |           |                           |
| Dávila 4’ Medina 57’ Correa 106’ Díaz 111’ | Marcatori | 79’ Carballo 90+5’ Castro |

| Liverpool | Nacional |

|                 |    |                     |      |     |
|                 |    |                     |      |     |
| P               | 25 | Andrés Mehring      |      |     |
| D               | 6  | Federico Pereira    | 31’  | 63’ |
| D               | 5  | Franco Romero       |      |     |
| D               | 23 | Ernesto Goñi        |      |     |
| D               | 3  | Camilo Cándido      | 27’  |     |
| C               | 10 | Alan Medina         | 30’  | 65’ |
| C               | 13 | Hernán Figueredo    |      |     |
| C               | 29 | Fabricio Díaz       | 112’ |     |
| C               | 27 | Agustín Ocampo      | 88’  |     |
| C               | 20 | Martín Correa       |      |     |
| A               | 17 | Agustín Dávila      |      | 78’ |
| A disposizione: |    |                     |      |     |
| P               | 12 | Santiago Amorín     |      |     |
| D               | 16 | Maximiliano Pereira |      | 73’ |
| C               | 18 | Guillermo Firpo     |      | 78’ |
| C               | 28 | Álex Vázquez        |      |     |
| A               | 11 | Emiliano Alfaro     |      |     |
| A               | 15 | Gustavo Viera       |      |     |
| A               | 22 | Joel Acosta         | 82’  | 65’ |
| Allenatore:     |    |                     |      |     |
| Román Cuello    |    |                     |      |     |

|                 |    |                     |     |     |
|                 |    |                     |     |     |
| P               | 12 | Luis Mejía          |     |     |
| D               | 26 | Armando Méndez      |     |     |
| D               | 21 | Guzmán Corujo       |     |     |
| D               | 24 | Miguel Jacquet      |     | 77’ |
| D               | 15 | Ayrton Cougo        | 59’ |     |
| C               | 27 | Joaquín Trasante    |     | 46’ |
| C               | 20 | Felipe Carballo     | 47’ |     |
| C               | 28 | Pablo García        |     | 57’ |
| C               | 11 | Gonzalo Castro      |     |     |
| C               | 7  | Brian Ocampo        | 24’ |     |
| A               | 9  | Gonzalo Bergessio   | 80’ |     |
| A disposizione: |    |                     |     |     |
| P               | 1  | Sergio Rochet       |     |     |
| D               | 3  | Renzo Orihuela      |     |     |
| D               | 4  | Lautaro Pertusatti  |     |     |
| C               | 5  | Claudio Yacob       |     | 46’ |
| C               | 19 | Alfonso Trezza      |     |     |
| A               | 18 | Sebastián Fernández |     | 57’ |
| A               | 29 | Thiago Vecino       |     | 77’ |
| Allenatore:     |    |                     |     |     |
| Gustavo Munúa   |    |                     |     |     |